# Banánové zimní

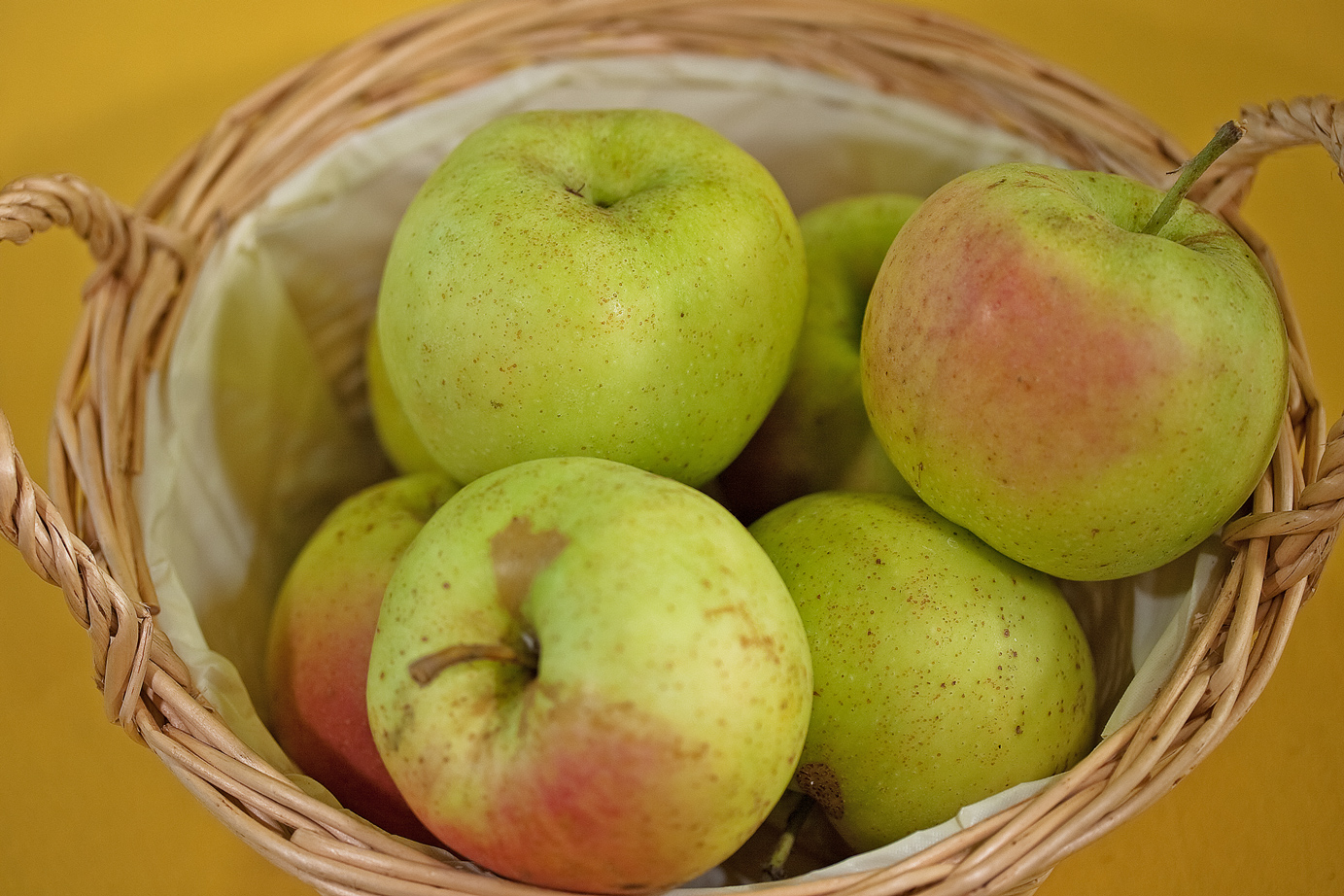

Banánové zimní (Malus domestica 'Banánové zimní') je ovocný strom, kultivar druhu jabloň domácí z čeledi růžovitých. Plody jsou řazeny mezi odrůdy zimních jablek, sklízí se v říjnu, dozrává v prosinci, skladovatelné jsou do dubna. Odrůda je považována za citlivou vůči některým chorobám. Je dobrý opylovač. Jiné názvy - Winter Bananenapfel, Winter Banana, Banana d'hiver.

## Historie

### Původ
Byla vyšlechtěna v USA na farmě Davida Floryho v Adamsboro v okrese Cass, ve státě Indiana.

## Vlastnosti

### Růst
Růst odrůdy je střední. Koruna kulovitá během let rozložitá.

## Plodnost
Plodí středně záhy, bohatě a poměrně pravidelně.

## Plod
Plod je ploše kulovitý, střední až velký. Slupka hladká, žluté zbarvení je překryté zlatožlutým líčkem. Dužnina je nažloutlá se sladce navinulou banánovou příchutí. Výrazně voní.

## Choroby a škůdci
Odrůda trpí středně strupovitostí jabloní a padlí.

## Použití
Je vhodná ke skladování a přímému konzumu. Odrůdu lze použít spíše pro malopěstitele.